# Zidno slikarstvo
Zidno slikarstvo ili mural (šp. od muro što znači "zid") je svaka vrsta slikanja na površini zida ili drugoj velikoj trajnoj podlozi. Nekada su zidne slike imale veliku važnost, ne samo kao ukrašavanje vjerskih i stambenih prostorija, nego i kao iskaz bogatstva i pokroviteljstva.

## Povijest i odlike
To je najstariji oblik slikarstva koji se javio prije 31.500 godina, u vrijeme paleolitičke umjetnosti, na zidovima špilja u kojima su obitavali prvi ljudi. Slikane su prskanjem boje pljuvanjem ili primitivnim četkama od rascijepljenih grana s prirodnim pigmentima iz okolice, pomiješanima sa životinjskom mašću. Obrisi su tamni, a ponekad je iskorištena i sama forma zida, tj. udubljenja i ispupčenja, za likovno oblikovanje životinja. 
U Staroegipatskoj umjetnosti zidovi građevina su se najprije premazivali slojem gipsa, na kojemu su se potom urezivali oblici i hijeroglifi koji su se plošno oslikavali (od linije do linije istom bojom). U starom Egiptu zidne slike su imale veliki vjerski značaj i bile su neodvojiv dio ritualnih obreda. Slične vrijednosti zidne slike imaju i u indijskoj i kineskoj umjetnosti, kao i kod nekih naroda pretkolumbovske umjetnosti u Amerikama.
Fresku (tal. fresko = svježe) je iznjedrila Minojska kultura oko 2000. pr. Kr. To je tehnika slikanja bojama koje se rastapaju u vodi, po svježem sloju žbuke. Boja se suši istovremeno s podlogom i tako se nerazdvojno povezuje s njom.
Mozaike za ukrašavanje zidova su najprije koristili Grci, a potom su ih preuzeli i nadalje razvili Rimljani. To je slikarska tehnika koja se izvodi slaganjem raznobojnih, manje ili više pravilnih kockica kamena, obojenog stakla ili glazirane keramike. Rimljani su također koristili i tehniku freske, ali i enkaustiku na zidu, te primitivne grafite u obliku karikatura.
Preporod zidnog slikarstva u Europi dogodio se u romanici i gotici, osobito u Italiji u 13. stoljeću. Tada se najčešće slikalo tehnikom freske, temperama na svježoj žbuci. Na tim zasadama razvilo se i renesansno slikarstvo tijekom kojega će nastati neke od najslavnijih zidni slika na svijetu (Leonardova Posljednja večera ili Michelangelov svod Sikstinske kapele).
U 16. stoljeću freskoslikarstvo je uglavnom zamijenilo slikanje golemih platana uljenim bojama; takve slike su se mogle postaviti na drvene okvire i prekriti cijele površine zida, a bile su lakše za napraviti i slikalo se u slikarskim atelijerima.
U 17. stoljeću barokno iluzionističko slikarstvo unutarnjih prostorija postaje jako važna odlika dominantnih građevina, palača i crkava. U 18. stoljeću javlja se i ukrašavanje cijelih površina zidova keramičkim pločicama, obično jednobojne poput španjolske azulejo keramike, a koje su tvorile komplicirane iluzionističke slike, uglavnom dekorativnog karaktera.
Nakon što je gotovo bilo zaboravljeno, zidno slikarstvo se obnavlja u modernoj umjetnosti 20. stoljeća. Osobito značajan pokret je meksički muralizam 1930-ih kada su Diego Rivera, José Orozco i David Siqueiros načinili mnoga politički angažirana djela socijalnih tema, u vještoj kombinaciji narodne meksičke slikarske tradicije i modernih europskih stilova.
Na zidovima javnih prostora se u drugoj polovici 20. stoljeća javljaju djela anonimnih autora, grafiti, od kojih su neka umjetnički oblik suvremene urbane kulture, a neki ružni vandalizam.

## Vanjske poveznice
- Galerija iluzionističkih zidnih slika  Arhivirana inačica izvorne stranice od 12. prosinca 2011. (Wayback Machine) (fr.)
- IOF arhiv - galerija svjetskih fresaka  Arhivirana inačica izvorne stranice od 22. veljače 2012. (Wayback Machine)